# Forte de Galle

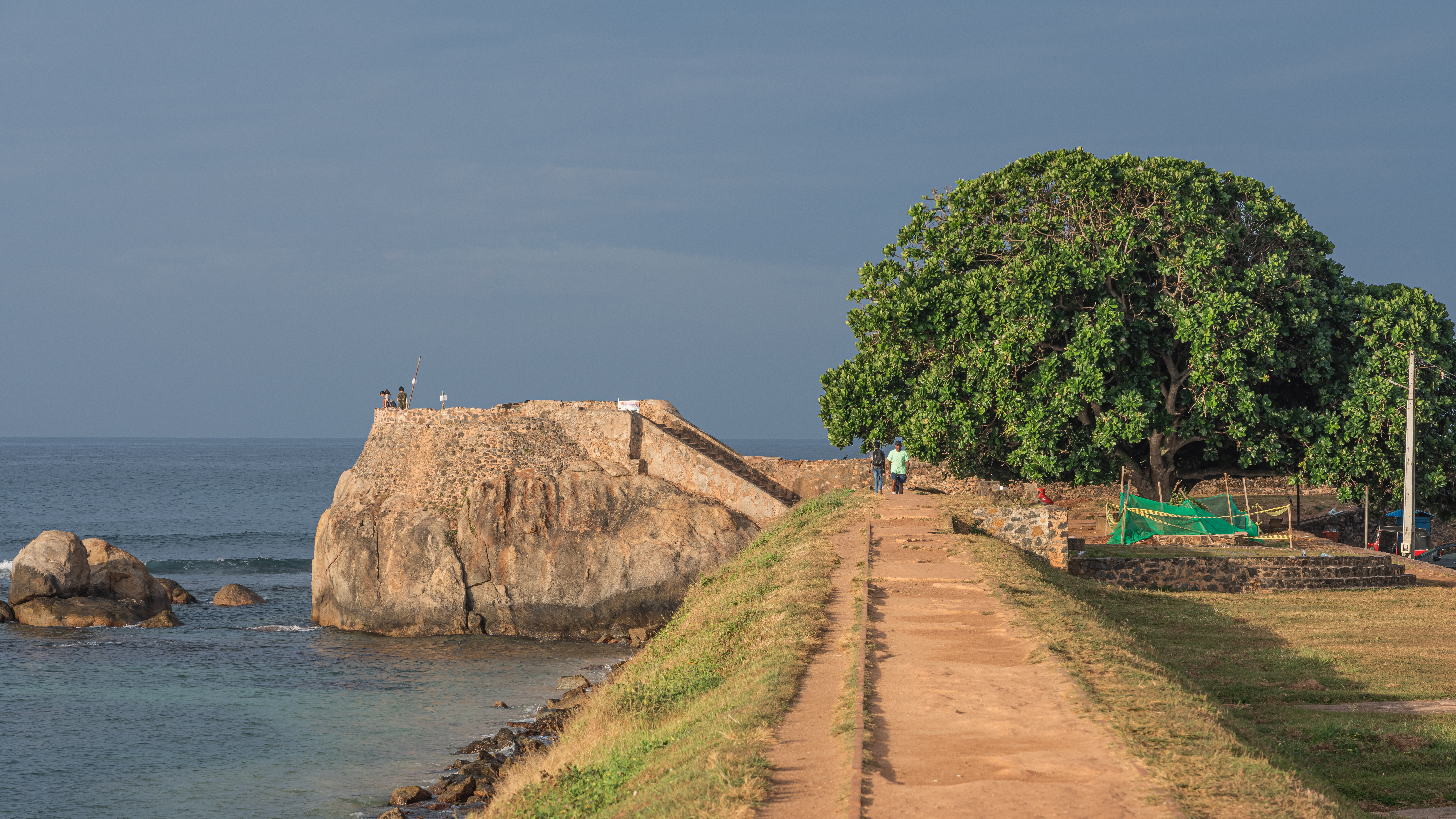
Detalhe do forte

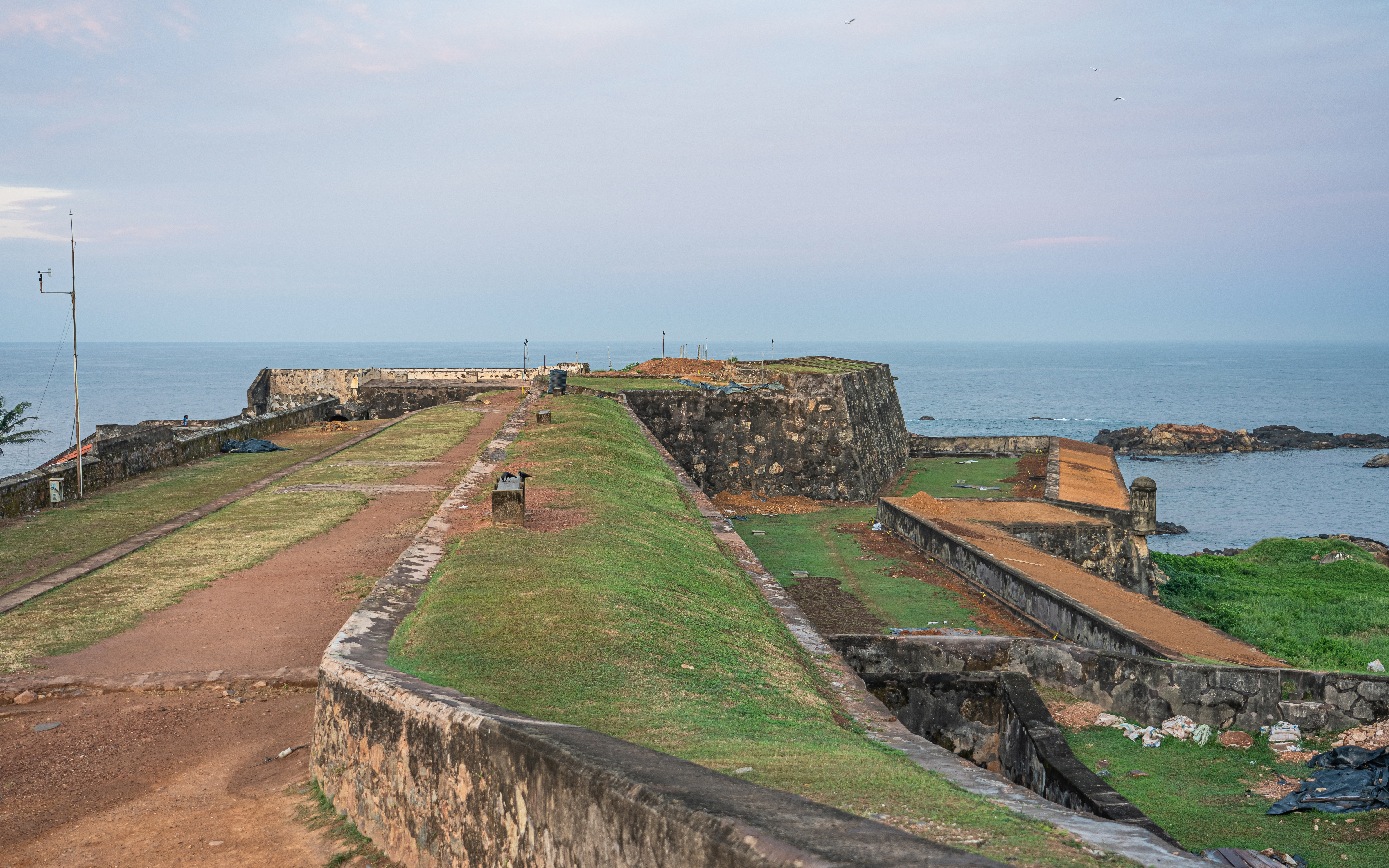
Muralhas

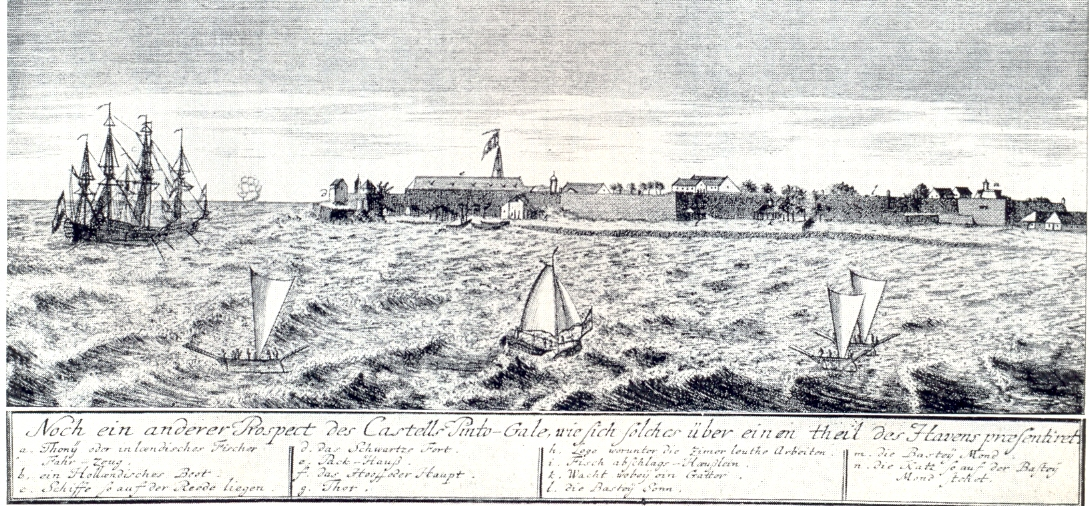
Gravura de c. 1750

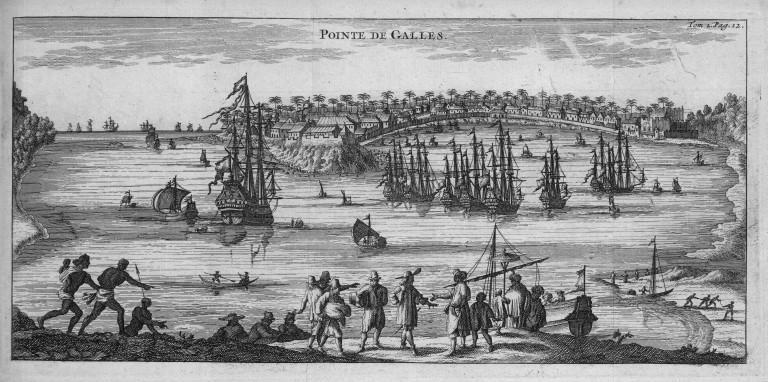
Gravura de c. 1754

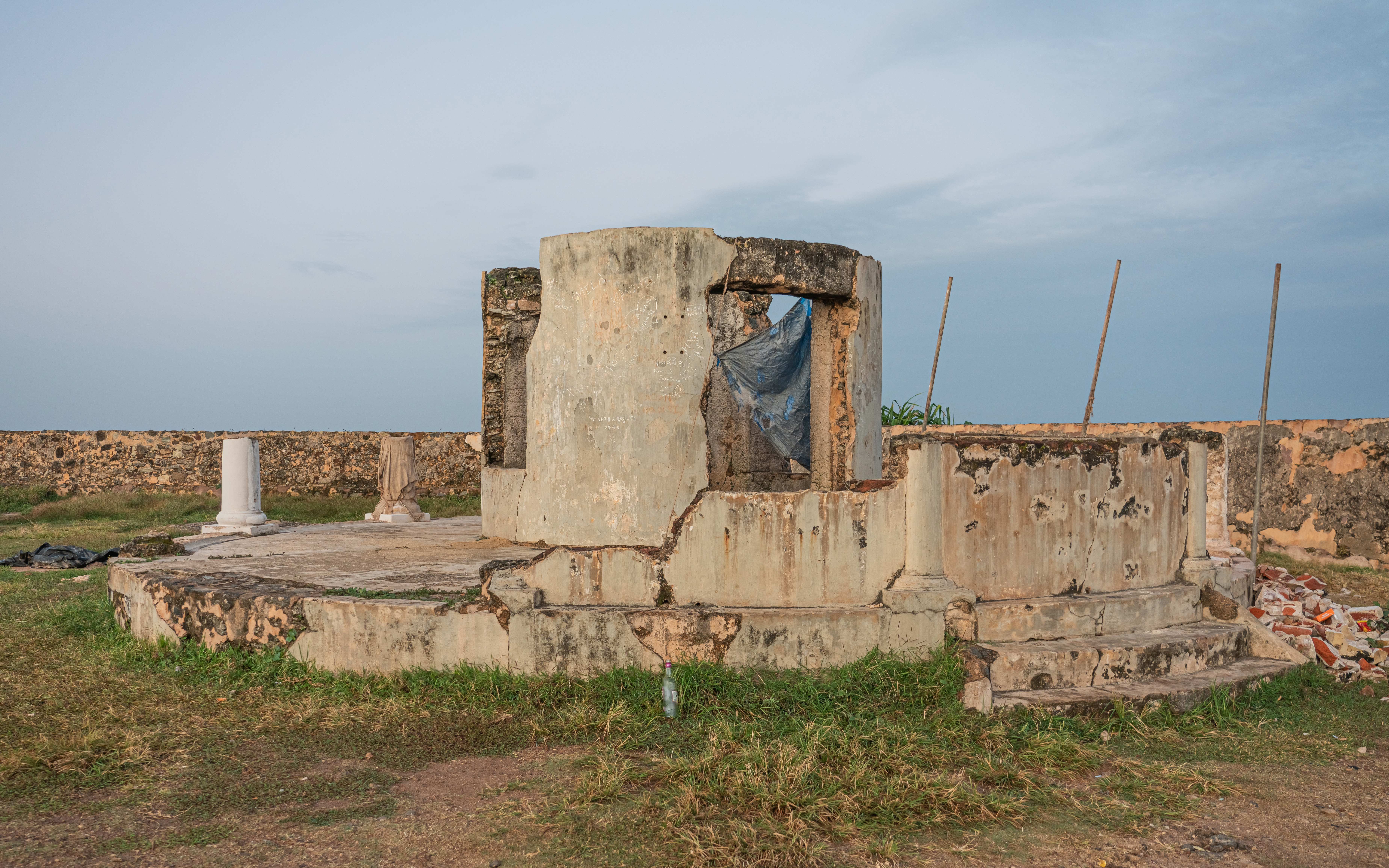
Antiga bateria

O Forte de Galle , também chamado Forte de Santa Cruz ou Forte da Imaculada Conceição pelos portugueses e Bastião Negro pelos holandeses, localiza-se na baía de Galle, na costa sudoeste da ilha de Ceilão, atual Seri Lanca.  Foi erigido pelos portugueses em 1588, tendo sido ulteriormente fortificado pelos holandeses pelo transcurso do século XVII, a partir de 1649.
Galle é considerada o melhor exemplo de cidade fortificada erguida pelos europeus no sul e sudeste asiático, testemunho da combinação harmoniosa entre os estilos arquitectónicos europeus e das tradições do sul-asiáticas, ao longo do século XVI até ao XIX. Foi esta combinação que assegurou ao conjunto a classificação como Património Mundial pela UNESCO desde 1988. Tendo sido graças aos esforços envidados pelo Departamento Arqueológico do Seri Lanca, que esta edificação de 433 anos tem conseguido manter a aparência cuidada que ainda hoje exibe. 
Congloba uma área de cerca de 5.512 quilómetros quadrados, que se encontra tripartida nos distritos de: Galle, Hambantota e Matara.
O forte reslumbra um rico passado histórico, exibindo hodiernamente uma exuberância multicultural e multiétnica de habitantes.

## Etimologia
Há muitas verões diferentes a respeito do étimo de onde radica o termo "Galle". Há autores que advogam que o mesmo resultará de uma corruptela da palavra portuguesa «Galo», há outros autores que rejeitam esta alusão ao galináceo e que sustentam que a raiz da palavra advém da palavra cingalesa «galaa», que signfica «manada ou cortelho de gado».

## História

### Isagoge
A remissão histórica mais recuada, referente a Galle, remonta ao mapa mundo de Ptolomeu de 125-150 d.C., que o assinala como um porto movimentado, na então denominada ilha da Taprobana. Figura, por igual na cosmografia de Cosme Indicopleustes, sob o epíteto de «porto do Levante».
Ainda antes da chegada dos portugueses, ibne Batuta, arribou no porto de Galle, se bem que terá sido uma estadia de pouca dura.

### O forte português
Em 1505,  D. Lourenço de Almeida fora incumbido pelo pai, o primeiro vice-rei da Índia, D. Francisco de Almeida, da missão de interceptar uma frota moura, carregada de especiarias, que singrava pelo Índico. Por causa de uma tempestade, a sua embarcação desgarrou-se da rota pretendida, acabando por aportar no Ceilão, na cidade de Galle.
Foi o primeiro português a alcançar esta ilha, tendo mantido relações comerciais amistosas e cordiais com Dharmaparakrama Bahu (1484–1514), o rei de Cota, a quem inclusive chegou a oferecer protecção militar, em troca de um tributo anual, pago em canela (uma especiaria de alto valor de revenda na Europa à época). 
Mercê do beneplácito do monarca de Cota, os portugueses edificaram uma primeira fortificação de barro e paliçada, tendo em vista a protecção do porto da cidade de Galle. Esta fortificação, que dava sob o nome original de Fortaleza de Santa Cruz, contava com uma capela franciscana adjacente, no interior, já em 1541, sendo certo que hoje a mesma se encontra devoluta. Esta primeira edificação foi usada ulteriormente como estarim das forças portuguesas, para albergar celerados íncolas, piratas da costa do Malabar e tropas portuguesas acusadas de insubordinação. 
Ulteriormente, tendo em vista que a corte real de Cota se sediava na cidade capital de Colombo, as forças coloniais portuguesas tiveram por pertinente deslocar-se de Galle para lá. Sem embargo, mercê da decadência do reino de Cota e, atento o vazio de poder, surgiram na ilha novas forças políticas de relevo, mais concretamente o Reino de Ceitavaca, que em 1588, tendo por caudilho o Rajá Singa I (r. 1581–1593),  invadiu Colombo, obrigando os seus habitantes, incluindo os portugueses, a refugiar-se em Galle.
Sob o comando de Matias de Albuquerque a fortaleza de Santa Cruz foi reforçada e ampliada. Erigiu-se uma torre de atalaia, que dominava o acesso a uma robusta paliçada. O conjunto era completado por outros elementos de defesa, ficando a povoação cercada por terra por uma muralha com 660 metros de extensão e três baluartes. Os nomes dos baluartes eram: Santiago, Santo António e Imaculada Conceição. Por ser o maior dos baluartes, o nome da Imaculada Conceição acabou por rebaptizar o forte português.

### O forte holandês
No vestíbulo do século XVII, dado o vácuo de poder que assolara o palco político da ilha, depois da obliteração do reino de Cota, às mãos do reino de Ceitavaca, o império de Cândia, surdiu como a nova potência política hegemónica da ilha. Com a chegada da expedição de Van Spilbergen em 1601, Rajá Singa II, do império de Cândi, cometeu a companhia  Holandesa das Índias Orientais  de escorraçar as forças portuguesas, que ainda se encontravam sediadas em Galle, por ver nelas um resquício da soberania do antigo reino de Cota. Em 1639, a expedição de Philip Lucasz logrou repelir a presença portuguesa da cidade de Galle, mas não do Forte da Imaculada Conceição. Todavia, Lucasz adoeceu, antes de poder concluir a sua comissão, tendo sido obrigado a regressar à Batávia, onde acabaria por perecer.
Sucedeu-o, no comando das operações, o Vice-comandante Willem Coster, que expediu milhares de tropas e armas para o porto de Unawatuna, de onde dirigiu uma nova ofensiva, rumo a Galle. A bem fortificada Fortaleza da Imaculada Conceição foi sitiada durante dias, só tendo sido capturada, a custo, depois de dias de combates à queima-roupa, nas ruelas do forte, a 13 de Março de 1640, tendo-se registado pesadas baixas de ambos os lados da refrega.
Embora as ordens do Imperador de Cândi tivessem sido para destruir a fortaleza portuguesa, as forças holandesas recusaram-se a fazê-lo, na sequência de uma traição cometida pelos candienses, que assassinaram Coster, depois de aquele lhes ter destruído as fortalezas de Trincomalee, Batticaloa e de lhes ter entregue o Forte de Negombo, numa tentativa de repelir todos os europeus da ilha.
Por conseguinte, a Companhia Holandesa das Índias Orientais, assenhorou-se do Forte da Imaculada Conceição, tornando-o no seu centro de operações no Ceilão até 1658. Ulteriormente, seguindo o exemplo já deixado antanho pelos portugueses, os holandeses deslocaram-se para Colombo, a capital da ilha. Deslocaram a residência do governador para essa cidade. Sem embargo, Galle nunca se tornou uma posição irrelevante. Ao contrário de Colombo, cujas estradas e acessos eram propícios aos ataques de cingaleses revoltosos ou a emboscadas de salteadores, Galle, por ser um porto de mar bem mais fortificado, proporcionava uma guarita segura aos mercadores holandeses. Era comum, às embarcações holandesas que aportassem no Ceilão, largar ferros em Galle, antes ou depois de passarem por Colombo.
Ao assenhorar-se do forte, os holandeses trataram de fazer vultuosas modificações e fortificações às construções portuguesas, tendo murado o perímetro com uma muralha com mais de 100 metros de grossura e sem portões. O antigo Bastião de Santiago foi crismado Bastião do Sol; o Bastião de Santo António foi crismado Bastião da Estrela e o bastião central, por sinal o bastião principal, perdeu o nome de Bastião da Imaculada Conceição, para se passar a chamar Bastião da Lua. Por seu turno, o Forte de Santa Cruz ou da Imaculada Conceição passou a receber o nome de Bastião Negro ou Forte Negro.
Em 1663, com recurso à mão-de-obra dos Cingaleses, foram feitas remodelações à construção, que lhe deram o traçado que ainda hoje preserva, caracterizando-se por uma muralha em alvenaria de granito, amparada pelos três já mencionados bastiões do Sol,  da Lua e da Estrela. Continuou a ser ampliada até ao século XVIII, quando compreendia edifícios militares e administrativos, depósitos, oficinas (forja, carpintaria, cordoaria e outras), alojamentos militares e civis e estabelecimentos comerciais. Uma igreja Protestante (com projeto de Abraham Anthonisz) também foi erguida, em estilo barroco (1775) para atender as necessidades da população. Os edifícios mais importantes do complexo são a Casa do Comandante, o Arsenal e a Casa de Armas. Outra estrutura expressiva é um complexo sistema de drenagem, inundado na maré alta, com a função de eliminação de detritos.
Em 1796, quando os Países Baixos foram ocupados pela França, Galle, bem como grande parte das possessões coloniais holandesas, foi ocupada pelos ingleses. O brasão da Companhia Holandesa das Índias Orientais foi rapidamente substituido pelo brasão inglês, na padieira dos portões principais do forte. Posteriormente, a faixa de terra que dava acesso ao forte foi reinvindicada pelos ingleses que, por seu turno, abriram um novo portão na muralha, que unia os Bastiões do Sol e da Lua. Em 1883, foi acrescentada uma torre com relógio ao baluarte de Maan.
Os britânicos mantiveram a fortificação e continuaram a utilizar Galle como o principal porto do Ceilão, até ser superado por Colombo, na década de 1880.

## Características
A fortificação portuguesa original, erguida no princípio do século XVI para defesa de Galle, era uma estrutura de barro e terra com uma paliçada de palma, vedando o acesso por terra a Norte, amparada por três baluartes, o Baluarte de Santiago, o de Santo António e o da Imaculada Conceição. À época, compreendia-se que as faces da península voltadas para o mar eram naturalmente inexpugnáveis, não tendo recebido defesas. A chamada "muralha do mar" só foi acrescentada, mais tarde em 1729, visando vedar a cidade  completamente, em termos defensivos. O antigo fosse, que remontava ao período da ocupação portuguesa, foi alargado, ulteriormente, em 1667, já sob o domínio holandês.
Quando sob o domínio holandês, já no século XVII, as centenárias defesas portuguesas foram tidas por insuficientes, uma vez que ainda eram de tijolos de barro. Decidiu-se, então, circundar a península com uma muralha, como forma de defesa contra as demais potências coloniais em actividade na região. Destarte, foram erguidos 14 baluartes em granito e coral, cobrindo uma área de 52 hectares. A maior parte dessa obra teve lugar em 1663, empregando mão-de-obra escrava cingalesa. A cidadela, erigida no interior, foi planificada à luz  duma grelha ortogonal, com as ruas periféricas alinhadas paralelamente aos terraplenos do forte.
Na frente marítima, a fortaleza foi expandida, com muralhas e baluartes, começando pelos baluartes de Akersloot e Aeolus, seguidos posteriormente pelos baluartes de Klippenburg, Aurora, Vlagkllip e Utrecht. No advento do século XVIII, o bastião central foi alargado e os bastiões Tritão e Neptuno foram acrescentados à ala ocidental do forte. Todas estas edificações ainda existem hoje, sendo certo que sujeitas a alguma deterioração. Todos os parapeitos dos bastiões foram retirados durante a ocupação britânica, por molde a dar ansa a que as peças de artilharia aí postadas pudessem bornear mais facilmente.
A forte apresenta dois portões. Sobre o primeiro portão de acesso uma inscrição epigráfica informa: "ANNO MDCL XIX" com o brasão de armas da companhia holandesa das Índias Orientais com o ubíquo emblema do galo e a sigla da Companhia - "VOC" - inscrita ao centro.
O portão principal, situa-se na ala Norte do Forte, no acesso terrestre, e está lautamente fortificado. Este portão também foi modificado pelos britânicos a partir de 1897, visando facilitar o tráfego para a cidade velha. A sua defesa era complementada por uma ponte levadiça sobre o fosso e uma inscrição indica a data de 1669.